# ژاروسیت
ژاروسیت (Jarosite) کانی هیدراتی سولفات پتاسیم و آهن است؛ که فرمول شیمیایی آن عبارت است از KFe3+3(OH)6(SO4)2. این کانی از رسوبات حاصل از اکسید شدن سولفید آهن در سنگ معدنش به‌دست می‌آید. همچنین ژاروسیت محصول دوم عمل خالص‌سازی روی می‌باشد.
گروه آلونیت‌ها شامل زیرگروه‌های: آلونیت، ژاروسیت، بودانتیت، کرندالیت و فلورانسیت است. گروه آلونیت‌ها فرمولی به شکل AB3(TO4)2(OH)6 دارند که B در آلونیت، آلومینیم است و در ژاروسیت، آهن +3 Fe، زیرگروه بودانتیت فرمول AB3(XO4)(SO4)(OH)6، زیرگروه کرندالیت فرمول AB3(TO4)2(OH)5.H2O و زیرگروه فلورانسیت فرمول AB3(TO4)2(OH)5or6 دارد.